# Integratie (sociologie)
Integratie is het socialisatieproces van acculturatie waarbij leden van een niet-dominante groep zich mengen met de dominante groep, maar daarnaast contact onderhouden met de andere leden van de eigen groep. Er is dus een hoge graad van zowel cultuurbehoud en participatie met de eigen groep (ingroup), als van participatie met en aanpassing aan de andere groep (outgroup).
Integratie kan alleen een vrijwillig proces zijn van wederzijdse accommodatie. Daartoe moeten beide groepen het recht erkennen dat elke groep leeft volgens zijn eigen cultuur. De niet-dominante groep moet daartoe de basiswaarden van de dominante groep accepteren, terwijl de dominante groep de nationale organisaties aan moet passen om tegemoet te komen aan de behoeftes van de niet-dominante groep. Wanneer er sprake is van eenzijdige aanpassing heet dit assimilatie.
Acceptatie van multiculturalisme is noodzakelijk, wat betekent dat er:
- relatief weinig vooroordelen zijn, dus weinig etnocentrisme, racisme en discriminatie
- een positieve houding ten opzichte van andere groepen
- binding en identificatie met de samenleving als geheel

## Wetenschappelijk onderzoek
Hoewel migratie op korte termijn vaak gepaard gaat met obstakels zoals werkloosheid, discriminatie en taalbarrières wijzen talrijke studies uit dat immigrantengroepen op de lange termijn aanzienlijke vooruitgang boeken op het gebied van taalbeheersing, onderwijs, werkgelegenheid en inkomen. Hoewel beleidsmaatregelen kunnen bijdragen, toont onderzoek aan dat integratie grotendeels een autonoom proces is dat zich over generaties voltrekt. Migranten leveren volgens onderzoek zelf de grootste bijdrage aan hun integratie.

### Taal en onderwijs
Kinderen van migranten, vaak al in de tweede generatie, beheersen doorgaans vloeiend de taal van hun gastland. In Europa en Noord-Amerika leren kinderen van migranten sneller de taal dan eerdere immigranten dat deden. Zo tonen studies in de Verenigde Staten aan dat kinderen van Latino’s en Aziaten tegenwoordig sneller Engels leren dan Europese immigranten in de 20e eeuw. In Europa is de onderwijsprestatie van kinderen van Turkse en Marokkaanse migranten sterk verbeterd, met opleidingsniveaus die steeds dichter bij die van de autochtone bevolking liggen. Een Amerikaanse studie toonde aan dat de gemiddelde opleidingsjaren van Mexicaanse mannen stegen van 9,5 jaar in de eerste generatie tot 12,7 jaar in de tweede generatie, terwijl het gemiddelde bij blanke Amerikanen 13,9 jaar bedroeg.
Hoewel er prestatieverschillen blijven bestaan tussen etnische groepen, worden deze doorgaans toegeschreven aan sociaaleconomische factoren, zoals sociale klasse, in plaats van culturele verschillen. Zo presteren kinderen van Chinese en Indiase immigranten in de Verenigde Staten en het Verenigd Koninkrijk beter op school dan autochtone kinderen, een verschil dat grotendeels wordt verklaard door het hogere opleidingsniveau van hun ouders. In het Verenigd Koninkrijk behalen kinderen van Indiase afkomst betere schoolresultaten dan die van Pakistaanse of Bengaalse afkomst, wat grotendeels te wijten is aan hun middenklasse-achtergrond.

### Werk en inkomen
Hoewel migranten in de eerste generatie vaak moeite hebben om toegang te krijgen tot de arbeidsmarkt, verbetert dit significant bij de tweede en derde generaties. Onderzoek toont aan dat migranten gemiddeld 40% meer sollicitaties moeten versturen om een uitnodiging te ontvangen dan autochtonen. Ondanks deze discriminatie zien we een duidelijke stijging in arbeidsparticipatie en inkomensniveaus bij latere generaties. Zo verdubbelde in de VS het aantal Latino’s met een universitair diploma van 9% in de eerste generatie naar 21% in de tweede generatie. In Europa tonen kinderen van voormalige gastarbeiders uit Turkije en Marokko in Duitsland, Frankrijk en Nederland een vergelijkbare vooruitgang.

### Beleid en economische integratie
Met betrekking tot economische integratie lijken laissez-faire benaderingen opmerkelijk goed te werken, zolang regeringen racisme proberen te bestrijden en obstakels uit de weg te ruimen zodat migranten kunnen participeren door middel van werk en ondernemerschap. Dit verklaart deels waarom immigranten het zo goed doen in 'Angelsaksische' landen zoals de VS en het VK, aangezien hun arbeidsmarkten opener zijn en hun wetgeving meer ruimte biedt voor ondernemerschap.
De meest schadelijke beleidsmaatregelen lijken die te zijn die migranten en vluchtelingen ontmoedigen of verbieden om te werken. Niets lijkt nadeliger voor het welzijn en de economische bijdrage van migranten en vluchtelingen dan hen jarenlang in een juridische onzekerheid te houden door administratieve achterstanden en beroepsprocedures. Dit maakt het voor hen onmogelijk om te werken, vergroot trauma en isolatie, en dwingt hen vaak in afhankelijkheid van sociale voorzieningen.
De Iraans-Nederlandse sociologe Halleh Ghorashi, hoogleraar aan de Vrije Universiteit Amsterdam, heeft in haar onderzoek de situatie van Iraanse vluchtelingenvrouwen in Nederland en de Verenigde Staten vergeleken. Zij concludeerde dat het restrictieve vluchtelingenbeleid en het dominante politieke discours in Nederland, dat vluchtelingen als tijdelijke verblijvers behandelt, initiatief ontmoedigt en hen in een afhankelijkheidspositie drukt, waardoor het beeld van vluchtelingen als ‘probleemgroep’ in de Nederlandse samenleving wordt versterkt. Ter vergelijking: Iraanse vluchtelingenvrouwen in de VS voelden zich geaccepteerd als permanente inwoners en presteerden beter op het gebied van werk, welzijn en algehele levenshouding.

### Naturalisatie als sleutel tot integratie
Onderzoek toont aan dat officieel 'integratiebeleid' niet veel verschil maakt. Toch lijkt er één grote uitzondering op deze regel te zijn: naturalisatie, of het verwerven van de nationaliteit van het land. Migranten die sneller staatsburgerschap verwerven, boeken significante vooruitgang op het gebied van werk en inkomen. In Nederland leidde naturalisatie tot een grote stijging in inkomens, met name onder migranten uit lage-inkomenslanden. Dit komt doordat de zekerheid van burgerschap migranten motiveert om te investeren in hun toekomst.

### Sociale integratie
Een vergelijkbaar patroon van succesvolle integratie op de lange termijn is zichtbaar in diverse vormen van sociaal-culturele aanpassing. Dit blijkt onder meer uit de toename van het aantal gemengde huwelijken en de snelle overname van normen uit het land van aankomst met betrekking tot gezinsgrootte en het aantal kinderen. In Europese landen voelt meer dan 80% van de immigranten zich verbonden met hun gastland. Verder blijkt uit onderzoek in Frankrijk dat slechts 23% van de derde generatie migranten nog typische islamitische voornamen heeft, tegenover 90% in de eerste generatie. Dit wijst op een geleidelijke aanpassing aan de cultuur van het gastland.